# Meidoornnetwants
De meidoornnetwants (Physatocheila dumetorum) is een wants uit de familie van de Tingidae (Netwantsen). De soort werd het eerst wetenschappelijk beschreven door Herrich-Schaeffer in 1838.

## Uiterlijk
De bruine, langwerpig ovaal gevormde wants is altijd langvleugelig (macropteer) en kan ongeveer 3 mm lang worden. Net als de andere netwantsen hebben de vleugels van deze wants een fijnmazig netwerkpatroon van aders. De soorten uit dit geslacht kenmerken zich door de omgeslagen brede randvelden van het halsschild en de drie lijsten op het borststuk die doorlopen tot aan de voorrand. Ze lijken enigszins op de wantsen uit het geslacht Dictyla bij dit genus lopen de buitenste lijsten maar tot halverwege het borststuk. De soort is zeer moeilijk te onderscheiden van Physatocheila confinis, bovendien delen deze soorten ook vaak hun leefwijze en leefgebied.

## Leefwijze
De volwassen dieren kunnen van april tot oktober aangetroffen worden op bomen uit de familie Rosaceae , zoals bijvoorbeeld meidoorn (Crataegus), sleedoorn (Prunus spinosa), peer (Pyrus) en meelbes (Sorbus aria). Mogelijk heeft de soort hierbij een voorkeur voor bomen die begroeid zijn met korstmossen. De nifmen worden gevonden van juni tot in augustus. Er is één generatie per jaar en de volwassen wantsen overwinteren.

## Leefgebied
De wants komt vooral in West- en Midden-Europa voor. In Nederland is de soort zeldzaam en ontbreekt in het noordoosten en Flevoland. Sinds 1980 lijkt het aantal terug te lopen wordt de soort minder vaak gevonden.